# Comparsa del Bando Marroquí
El Bando Marroquí (más popularmente conocidos como Marruecos) es una de las catorce comparsas que participan en las Fiestas de Moros y Cristianos de la ciudad de Villena, España.
Su denominación original es la de Bando de Marroquíes del Rif o simplemente Marroquíes, pero pronto se les dio el nombre popular de "Marruecos", de manera que en la primera referencia documentada que existe de ellos, el libro de Zapater de 1884, ya figura entre paréntesis la denominación popular de "Marruecos" junto a la oficial de "Marroquíes".

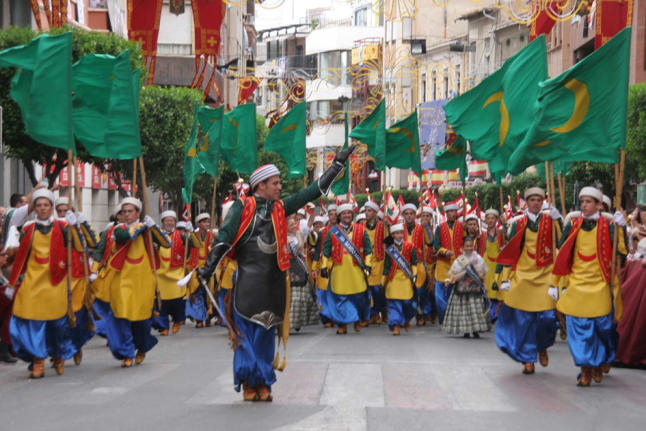
Bloque inicial de Marruecos en el desfile de La Entrada.

## Historia
Entre finales de 1859 y el mes de abril de 1860, tuvo lugar la guerra de Marruecos, que finalizaría con la victoria del ejército español. Como consecuencia de este enfrentamiento, el gremio de toneleros de la ciudad de Villena funda una nueva comparsa en las fiestas locales.
La primera referencia física de la existencia de la comparsa se trata de un arcabuz del siglo XIX, damasquinado con la leyenda: “VILLENA. COMPARSA DE MARRUECOS. 1877”.
Por influencia de los gastadores militares de dicha guerra, llevan mochila, pico y delantal o mandil de cuero amarillo. Como estos tres elementos fueron utilizados hasta 1859, se deduce que los uniformes provienen un periodo anterior, si bien la tradición oral sitúa la fundación de la comparsa en 1866. Esta tradición es confirmada por el hecho de que se conoce la fecha fundacional de la comparsa de Marroquíes de Bocairente, que aparece en 1868 como consecuencia de un viaje realizado a las fiestas de Villena por dos de sus fundadores, algunos años atrás. De esta forma se deduce que la comparsa original de Villena debió de ser fundada algunos años antes.
Los festeros de la comparsa llevan el arma en el brazo izquierdo, porque así se empezó a llevar en el Ejército español en 1850, llevan el delantal o mandil de color amarillo porque a partir de 1850 se sustituyó el color oscuro (marrón o negro) del delantal por un color claro que bien pudiera ser blanco, amarillo o un blanco original, amarilleado con el uso y envejecimiento. Conserva, además otras prendas características de los Gastadores militares como son los manguitos, los bolsillos en forma de media luna o la barba postiza (de uso obligatorio en el cuerpo de Gastadores, en caso de carecer de barba natural). Es, además, la única comparsa conocida que conserva las dos secciones que tenían las comparsas en la primera mitad del siglo XIX, el bloque de mochilas, que corresponde a la antigua Escuadra de Gastadores y ha mantenido la forma de desfilar puramente militar (a pasodoble), y el bloque de capas blancas, que corresponde a la tropa, su indumentaria es la que se utilizaba para disparar con los arcabuces y ha adoptado la marcha mora.
Este bloque de capas es tan antiguo como el de mochilas, y hasta los años treinta desfilaron a caballo en la entrada detrás de la banda de música. La única modificación en el traje consistió en la sustitución del tejido de paño por el raso y en la incorporación del chaleco, ya en los años cincuenta de este siglo.

## Escuadras Especiales
- Tuareg (1968)
- Abencerrajes (1980)
- Almorávides (1982)
- Beduinas (1991)
- Zainabs (1991)
- Nayyïrah's (2015)